# Liste de jeux vidéo One Piece

Logo japonais du manga, représentée également dans la série des jeux vidéo.

La série des jeux vidéo One Piece a été éditée par Bandai et Banpresto, plus tard sous le nom de Bandai Namco Games, s'inspirant du manga shōnen et de l'anime du même nom créés par Eiichiro Oda. Les jeux prennent place dans l'univers fictif de One Piece, et les scénarios se centrent sur le personnage de Monkey D. Luffy et de ses membres d'équipage, les protagonistes de la franchise. Les jeux ont été commercialisés sur une variété de consoles de salon et consoles portables. Ils sont principalement orientés jeux de rôle et de combat, comme les jeux Grand Battle!.
La série débute initialement au Japon le 20 juillet 2000 avec la sortie de One Piece: Mezase Kaizoku Ou!. En 2016, la série contient 40 jeux vidéo, sans compter les jeux dérivés que la série One Piece partage avec des personnages d'autres licences tels que Dragon Ball et Naruto.